# Бразильський експедиційний корпус
Бразильський експедиційний корпус (порт. Força Expedicionária Brasileira, скорочено FEB) — військове формування бразильських експедиційних військ, створене для участі в бойових діях на Средиземноморському театрі Другої світової війни. Відрядивши свої війська до Європи, Бразилія стала єдиною країною Латинської Америки, що взяла безпосередню участь у бойових діях Другої світової війни.
Корпус мав прізвисько «Змії-курці» (порт. Cobras Fumantes)[⇨].

## Передісторія
Одразу після початку Другої світової війни Бразилія оголосила про свій нейтралітет. Ситуація почала змінюватись після вступу до війни Сполучених Штатів на боці союзників. Економічні зв'язки Бразилії та США були міцними, й тому 26 вересня 1940 року уряд Жетулью Варгаса зробив заяву про те, що в разі агресії Німеччини Бразилія пристане на бік Америки.
У січні 1942 року Бразилія розірвала дипломатичні відносини з країнами нацистського блоку та припинила всі торгові зв'язки з ними. Після цього німці почали топити бразильські судна й відрядили до берегів Бразилії десять підводних човнів. У серпні 1942, після торпедування німецькими човнами бразильських цивільних суден, у багатьох містах країни відбулись антифашистські мітинги й демонстрації. 22 серпня Бразилія оголосила країнам Осі війну.

## Створення корпусу
28 січня 1943 року в бразильському місті Натал відбулась зустріч між президентами США та Бразилії Франкліном Рузвельтом і Жетулью Варгасом. Під час зустрічі Варгас запропонував задіяти бразильську армію у бойових діях в Європі. За задумом уряду Бразилії, який плекав ідею перерозподілу колоній на свою користь, більш дієва участь у війні згодом дозволить більш дієво брати участь у влаштуванні повоєнного ладу. Окрім того, Варгас розраховував на допомогу США у проведенні індустріалізації. Рузвельт підтримав ініціативу Бразилії.
Первинно бразильські військовики передбачали формування у складі експедиційного корпусу трьох-чотирьох дивізій (близько 100 тисяч чоловік). Однак пізніше вони стикнулись із труднощами з мобілізацією, озброєнням і транспортуванням та зрештою зупинились тільки на одній піхотній дивізії (25 тисяч чоловік). Окрім того, до складу корпусу увійшла одне авіаційне угрупування. В червні 1944 почалась відправка бразильських військ на фронт.

## Прибуття на фронт

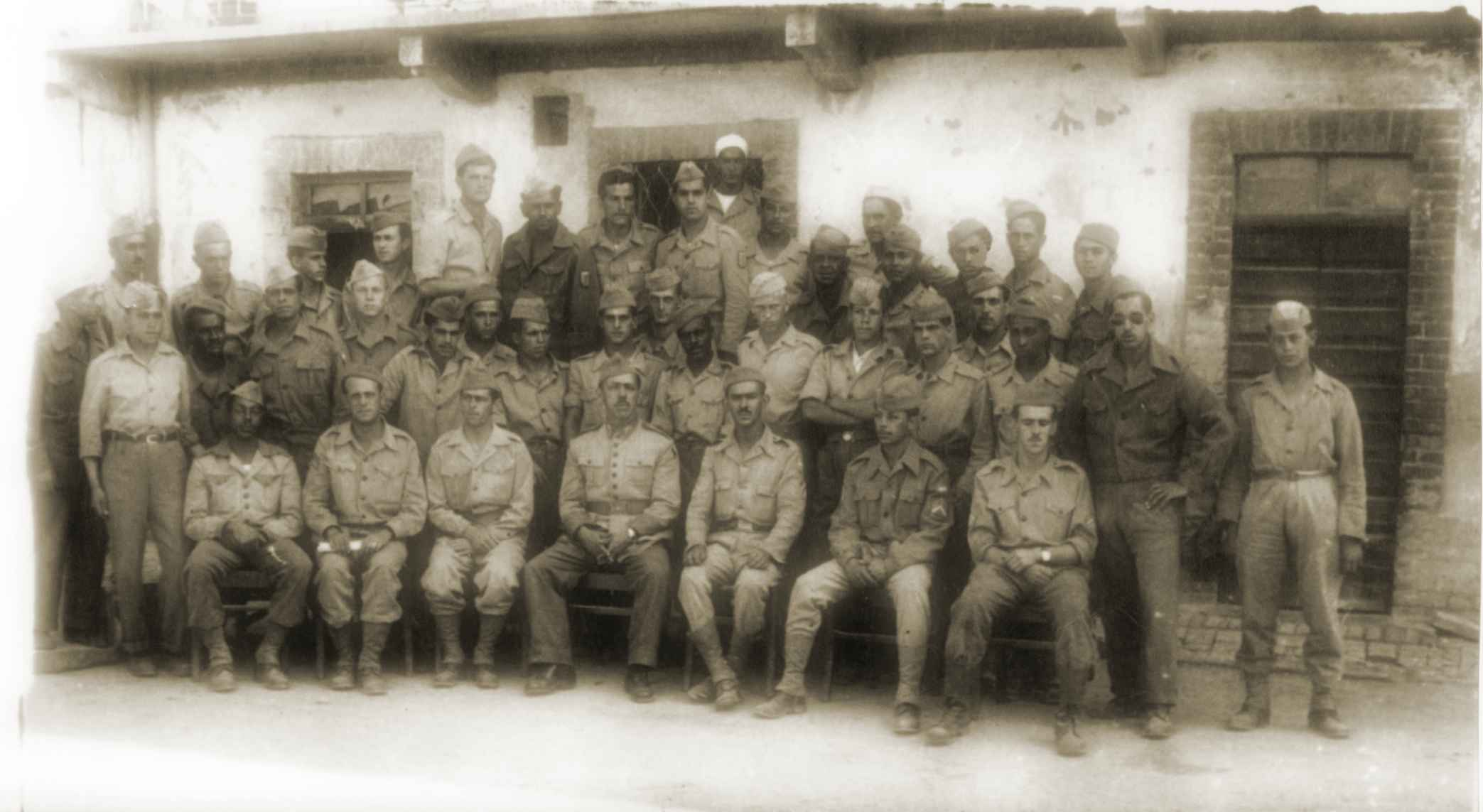
Військовослужбовці Бразильського експедиційного корпусу в Італії

Перший загін Бразильського експедиційного корпусу (5800 чоловік) прибув до Неаполя 30 червня 1944 року. Загальна чисельність корпусу до травня 1945 року сягнула 25334 чоловік.
Бразильці частково компенсували американські та французькі війська, які у червні були виведені з Італії для участі в операції «Драгун» на півдні Франції.

## Бойові дії
Бразильська дивізія увійшла до складу четвертого корпусу п'ятої армії США та воювала на італійському фронті з вересня 1944 й до капітуляції німецьких військ в Італії у квітні 1945 року. Бразильці брали участь у прориві Готської лінії та Північно-Італійській операції.
2 травня 1945 року Бразильському експедиційному корпусу вдалось розгромити німецько-італійську армію в Лігурії та звільнити місто Турин.

## Наслідки
За період участі у бойових діях бразильці взяли у полон 20573 німців. Втрати самого корпусу склали убитими 457, пораненими — 2722 чоловіки.
Пізніше, багато з офіцерів, хто повернувся з переможної кампанії в Італії, взяли активну участь у військовому перевороті під керівництвом Еуріку Дутри, в результаті якого було ліквідовано режим Варгаса.

## Прізвисько
Через початкове небажання бразильського режиму глибше долучитися до війни на початку 1943 року поширилась приказка «Скоріше змія запалить люльку, ніж БЕК піде на фронт битися», а вислів «коли змія закурить» було синонімом українського «коли рак на горі свисне». Бійці формування пізніше називали себе «Змії-курці» (порт. Cobras Fumantes; також «Змії, що курять») і носили нарукавну емблему, яка зображує змію, що курить люльку. Після війни значення вислову стало протилежним.